# 舟橋康賢
舟橋康賢（ふなばし みちかた、天保12年（1841年）11月24日 - 明治12年（1879年））は、幕末から明治時代にかけての公卿。
安政5年（1858年）、日米修好通商条約締結に反対し、父の舟橋在賢とともに廷臣八十八卿列参事件に参加した。

## 官歴
- 弘化元年（1844年）：従五位下
- 嘉永元年（1848年）：従五位上
- 嘉永4年（1851年）：正五位下
- 嘉永6年（1853年）：讃岐権介、明経博士
- 安政元年（1854年）：従四位下
- 安政3年（1856年）：少納言、侍従
- 文久3年（1863年）：主水正、従三位
- 慶應3年（1867年）：正三位

## 系譜
- 父：舟橋在賢
- 兄：舟橋起賢
- 子：舟橋遂賢